# District de Thủ Thừa
Thủ Thừa est un district de la province de Long An dans la delta du Mékong au sud du Viêt Nam. 

## Géographie
La superficie de Thủ Thừa est de 489 km2. 
Le chef lieu du district est Thủ Thừa.